# Metamelanea umbonata
Metamelanea umbonata är en lavart som beskrevs av Henssen. Metamelanea umbonata ingår i släktet Metamelanea och familjen Lichinaceae.   Inga underarter finns listade i Catalogue of Life.